# Borderline (película)
Borderline es una película de 2008 dirigida por Lyne Charlebois y coescrita con Marie-Sissi Labrèche, basada en sus novelas Boderline y La Brèche. Ganó diez premios y una nominación.

## Elenco
- Isabelle Blais como Kiki.
- Jean-Hugues Anglade como Tcheky.
- Angèle Coutu como Mémé.
- Sylvie Drapeau como Mère de Kiki / Madre de Kiki.
- Laurence Carbonneau como Kiki (10 años).
- Pierre-Luc Brillant como Mikael Robin.
- Marie-Chantal Perron como Caroline.
- Antoine Bertrand como Eric.
- Hubert Proulx como Antoine.